# Кушницька сільська рада
Ку́шницька сільська́ ра́да — адміністративно-територіальна одиниця та орган місцевого самоврядування в Іршавському районі Закарпатської області. Адміністративний центр — село Кушниця.

## Загальні відомості
- Населення ради: 4 682 особи (станом на 2001 рік)

Розташована на рівнині біля річки Боржава та її притоки Кушничанка.

## Населені пункти
Сільській раді підпорядковані населені пункти:
- с. Кушниця

## Склад ради
Рада складалася з 22 депутатів та голови.
- Голова ради: Штефко Михайло Дмитрович
- Секретар ради:

### Керівний склад попередніх скликань
| Прізвище, ім'я, по батькові | Основні відомості | Дата обрання | Дата звільнення |
| --------------------------- | --- | ------------ | --------------- |
| Батрин Іван Іванович        | Сільський голова, 1965 року народження, освіта вища, член Всеукраїнського об'єднання «Батьківщина»                            | 26.03.2006   | 26.03.2012      |
| Батрин Іван Іванович        | Сільський голова, 1965 року народження, освіта вища, безпартійний                                                             |              |                 |
| Штефко Михайло Дмитрович    | Сільський голова, 1959 року народження, освіта загальна середня, безпартійний, від партії Блок Петра Порошенка «Солідарність» | 25.10.2015   |                 |

Примітка: таблиця складена за даними сайту Верховної Ради України та ЦВК, підтверджено даними сайту Іршавської РДА, з даними яких конфліктує інформація rada.info [Архівовано 27 червня 2015 у Wayback Machine.]

### Депутати VII скликання
За результатами місцевих виборів 2015 року депутатами ради стали:

#### За суб'єктами висування
| Суб'єкт висування | Кількість обраних депутатів | %      |
| ----------------- | --------------------------- | ------ |
| Самовисування     | 22                          | 100.00 |

#### За округами
| № округу | Прізвище, ім'я, по батькові | Ким висунуто  | Дата нар.  | Освіта              | Партійна приналежність | Відомості                                                  |
| -------- | --------------------------- | ------------- | ---------- | ------------------- | ---------------------- | ---------------------------------------------------------- |
| 1        | Гецко Ярослав Михайлович    | Самовисування | 18.02.1984 | загальна середня    | безпартійний           | приватний підриємець                                       |
| 2        | Дочинець Василь Васильович  | Самовисування | 23.06.1957 | вища                | безпартійний           | Кушницька ЛА-ЗПСМ, головний лікар                          |
| 3        | Гецко Тетяна Михайлівна     | Самовисування | 13.07.1991 | вища                | безпартійна            | тимчасово безробітна                                       |
| 4        | Гецко Дмитро Дмитрович      | Самовисування | 08.05.1956 | вища                | безпартійний           | тимчасово безробітний                                      |
| 5        | Гецко Ганна Михайлівна      | Самовисування | 13.07.1972 | професійно-технічна | безпартійна            | Іршавське районне поштове відділення, працівник            |
| 6        | Поп'янош Іван Михайлович    | Самовисування | 22.05.1983 | загальна середня    | безпартійний           | приватний підриємець                                       |
| 7        | Белей Іван Васильович       | Самовисування | 03.07.1958 | професійно-технічна | безпартійний           | приватний підриємець                                       |
| 8        | Лемак Михайло Михайлович    | Самовисування | 06.09.1967 | вища                | безпартійний           | Іршавське БТІ, інженер по нерухомому майну                 |
| 9        | Гецко Сергій Васильович     | Самовисування | 12.09.1978 | загальна середня    | БПП «Солідарність»     | приватний підриємець                                       |
| 10       | Гецко Марія Іванівна        | Самовисування | 15.04.1982 | вища                | безпартійна            | Кушницька сільська рада, спеціаліст бухгалтерського обліку |
| 11       | Будул Ольга Михайлівна      | Самовисування | 16.05.1987 | вища                | безпартійна            | тимчасово безробітна                                       |
| 12       | Лемак Іван Іванович         | Самовисування | 04.12.1969 | професійно-технічна | безпартійний           | Кушницький МНВК, робітник по обслуговуванні будівель       |
| 13       | Пустова Наталія Михайлівна  | Самовисування | 28.05.1975 | професійно-технічна | безпартійна            | Кушницький ДНЗ № 2, вихователь                             |
| 14       | Гецко Дмитро Дмитрович      | Самовисування | 22.10.1957 | вища                | безпартійний           | ДП «Ясенова», директор                                     |
| 15       | Гецко Михайло Михайлович    | Самовисування | 27.03.1992 | професійно-технічна | безпартійний           | тимчасово безробітний                                      |
| 16       | Радь Марія Михайлівна       | Самовисування | 26.08.1961 | загальна середня    | безпартійна            | приватний підриємець                                       |
| 17       | Гецко Михайло Михайлович    | Самовисування | 29.09.1977 | вища                | безпартійний           | тимчасово безробітний                                      |
| 18       | Радь Дмитро Михайлович      | Самовисування | 05.11.1959 | загальна середня    | безпартійний           | приватний підриємець                                       |
| 19       | Буркуш Іван Іванович        | Самовисування | 25.09.1979 | загальна середня    | безпартійний           | приватний підриємець                                       |
| 20       | Радь Дмитро Дмитрович       | Самовисування | 21.08.1981 | загальна середня    | безпартійний           | приватний підриємець                                       |
| 21       | Лемак Світлана Анатоліївна  | Самовисування | 01.11.1979 | вища                | безпартійна            | Кушницький ДНЗ № 2, вихователь                             |
| 22       | Штефко Любов Юріївна        | Самовисування | 22.02.1959 | професійно-технічна | безпартійна            | приватний підриємець                                       |

### Депутати VI скликання
За результатами місцевих виборів 2010 року депутатами ради стали:

#### За суб'єктами висування
| Суб'єкт висування | Кількість обраних депутатів | %   |
| ----------------- | --------------------------- | --- |
| Самовисування     | 20                          | 100 |

#### За округами
| № округу | Прізвище, ім'я, по батькові | Дата визнання обраним | Освіта             | Партійна приналежність | Відомості про обраного депутата                         |
| -------- | --------------------------- | --------------------- | ------------------ | ---------------------- | ------------------------------------------------------- |
| 1        | Кюкало Марія Антонівна      | 03.11.2010            | вища               | позапартійна           | , бухгалтер                                             |
| 2        | Чура Ганна Михайлівна       | 03.11.2010            | середня спеціальна | позапартійна           | , акушер                                                |
| 3        | Радь Марія Михайлівна       | 03.11.2010            | середня            | позапартійна           | приватний підприємець                                   |
| 4        | Гецко Дмитро Дмитрович      | 03.11.2010            | вища               | позапартійний          | Держгосп «Кук», директор                                |
| 5        | Штефко Василь Михайлович    | 03.11.2010            | середня            | позапартійний          | приватний підприємець                                   |
| 6        | Штефко Любов Юріївна        | 03.11.2010            | середня спеціальна | позапартійна           | приватний підприємець                                   |
| 7        | Буркуш Іван Іванович        | 03.11.2010            | середня            | позапартійний          | приватний підприємець                                   |
| 8        | Остолош Ольга Богданівна    | 03.11.2010            | вища               | позапартійна           | Кушницька сільська рада, секретар виконкому             |
| 9        | Гецко Сергій Васильович     | 03.11.2010            | середня            | позапартійний          | приватний підприємець                                   |
| 10       | Радь Дмитро Дмитрович       | 03.11.2010            | середня            | позапартійний          | приватний підприємець                                   |
| 11       | Драгомерецька Ганна Юріївна | 03.11.2010            | середня спеціальна | позапартійна           | Кушницьке СТ, головний бухгалтер                        |
| 12       | Лемак Михайло Михайлович    | 03.11.2010            | вища               | позапартійний          | Іршавське бюро технічної інвентарізації, інженер-технік |
| 13       | Гецко Віра Василівна        | 03.11.2010            | середня            | позапартійна           | тимчасово не працює                                     |
| 14       | Гецко Марія Михайлівна      | 03.11.2010            | вища               | член Партії регіонів   | Кушницька загальноосвітня школа, вчитель                |
| 15       | Андрела Михайло Михайлович  | 03.11.2010            | вища               | позапартійний          | приватний підприємець                                   |
| 16       | Куртинець Ганна Іванівна    | 03.11.2010            | середня спеціальна | позапартійна           | ДП «Довжанське лісомисливське господарство», бухгалтер  |
| 17       | Будул Іван Дмитрович        | 03.11.2010            | середня            | позапартійний          | приватний підприємець                                   |
| 18       | Томик Марія Василівна       | 03.11.2010            | середня спеціальна | позапартійна           | магазин «Ромашка», продавець                            |
| 19       | Барна Марія Михайлівна      | 03.11.2010            | вища               | позапартійна           | Кушницьке СТ, голова                                    |
| 20       | Гецко Ганна Василівна       | 03.11.2010            | середня спеціальна | позапартійна           | пенсіонер                                               |

## Історичні пам'ятки
- памятник учасникам ВВВ

## Природні багатства
Поклади андезиту, піщанки, залізна руда, мінеральна вода.

## Населення
Згідно з переписом УРСР 1989 року чисельність наявного населення сільської ради становила 4130 осіб, з яких 1875 чоловіків та 2255 жінок.
За переписом населення України 2001 року в сільській раді мешкали 4682 особи.

### Мова
Розподіл населення за рідною мовою за даними перепису 2001 року:
| Мова       | Відсоток |
| ---------- | -------- |
| українська | 98,87 %  |
| російська  | 0,96 %   |
| молдовська | 0,04 %   |
| білоруська | 0,02 %   |
| словацька  | 0,02 %   |
| угорська   | 0,02 %   |